# Cámara Colombiana de la Construcción
La Cámara Colombiana de la Construcción - Camacol es la asociación gremial sin ánimo de lucro que representa los intereses de la cadena de valor de la construcción en Colombia. Fue fundada el 14 de septiembre de 1957 por empresarios del sector, y tras más de seis décadas siendo el principal gremio del país en cuanto a la construcción, se ha consolidado como una de las instituciones más influyentes en materia de vivienda y ordenamiento territorial a nivel local, departamental y nacional. Su sede principal se encuentra en Bogotá.
Para abarcar la totalidad del territorio nacional, Camacol funciona como un gremio confederado. Cuenta con 18 regionales y 1 seccional:
1. Antioquia
2. Atlántico
3. Bogotá y Cundinamarca
4. Bolívar
5. Boyacá y Casanare
6. Caldas
7. Cesar
8. Córdoba y Sucre
9. Cúcuta y Nororiente
10. Huila
11. Meta
12. Nariño
13. Quindío
14. Risaralda
15. Santander
16. Tolima
17. Valle
18. Magdalena
19. Popayán (seccional)

## Junta Directiva
Durante la 56.ª Asamblea Anual de Afilados, se eligieron los siguientes integrantes de la Junta Directiva.
- Segmento de constructores y promotores: Roberto Moreno Mejía; Juan Camilo González Villaveces; Susana Peláez Salazar; Juan Fernando Casilimas; Andrés Arango Sarmiento; Juan Antonio Pardo Soto; Carlos Guillermo Arango Uribe; y Sergio Marín Valencia.

- Sector de industriales y comerciantes: Juana María Serna Mejía; Pablo Emilio Basto Tovar; Eduardo Marulanda La Verde; y Jairo Alexander Pedraza Aparicio.

- Segmento de contratistas y consultores: Alejandro Turbay Estrada; y Cesar Orlando Ruíz Rueda.

- Entidades financieras y otros: Rafael Martínez Sánchez; y Clariana Carreño.[4]